# ولسوالی پشت‌رود
پشت‌رود یا خاک سفید یکی از ولسوالی‌های ولایت فـَراه در باختر افغانستان است. جمعیت این ناحیه نزدیک به ۴۵٬۱۷۹ نفر اعلام شده‌است. ۹۹ درصد نفوس آن را پشتون و مابقی را تاجیک تشکیل می‌دهد.
ولسوالی پشت‌رود در ۲۸ کیلومتری شمال فراه موقعیت دارد که از ۶۴ روستا تشکیل گردیده‌است. کوه مشهور (بی‌بی‌چه باران) در همین ولسوالی موقعیت دارد و از ولسوالی‌هایی است که از همه ولسوالی‌های دیگر به شهر فراه نزدیک است و نفوس آن تا ۴۰ هزار تن تخمین شده‌است.